# Reina Clàudia

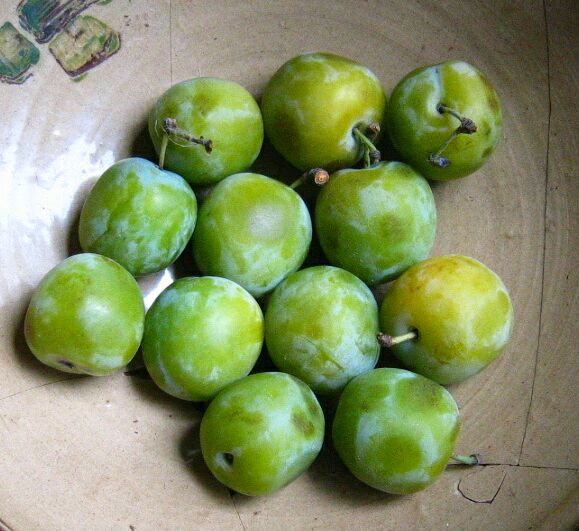
Prunes Reina Clàudia

Les Reines Clàudies (Prunus domestica italica) és una cultivar de prunera desenvolupada a Moissac, França d'una prunera silvestre d'Àsia Menor. S'identifica per la seva forma petita i oval, polpa de textura suau i color anant del verd al groc. Molts la consideren la millor de les varietats de pruna.
El nom de Reina Clàudia és en honor de Clàudia de França (1499–1524), duquessa de Bretanya, que va passar a ser la reina consort de Francesc I de França (1494–1547). A França li deien la bonne reine.

## Cultiu

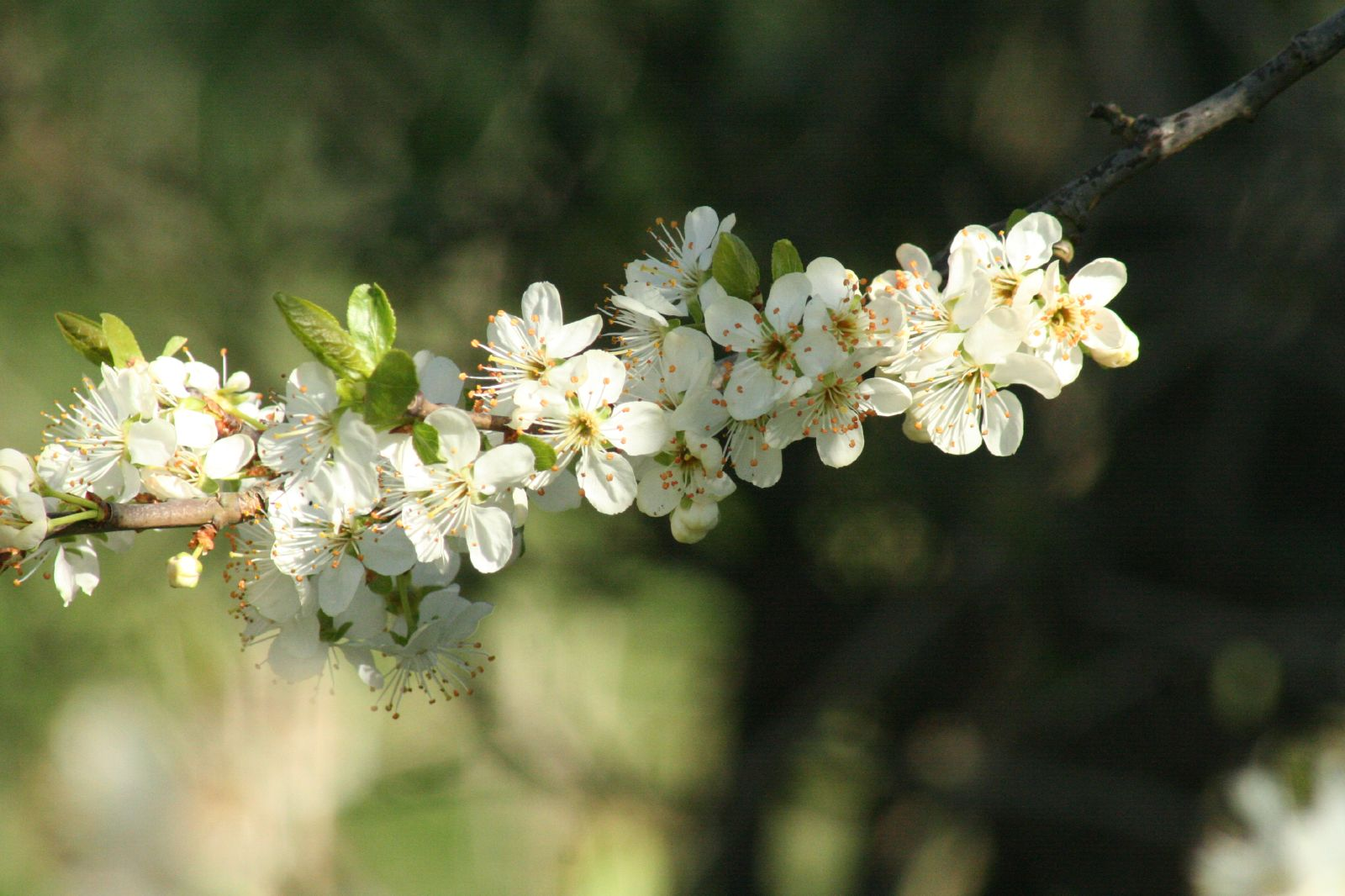
Florida

Les Reines Clàudies es poden multiplicar pels pinyols amb una descendència bastant uniforme que reprodueix els caràcters de la planta mare. Entre les cultivars de llavor disponibles es troben:
- 'Bryanston' (UK)
- 'Cambridge Gage' (UK)
- 'Denniston's Superb' (USA)
- 'Golden Transparent' (UK)
- 'Rainha Cláudia' (Portugal)
- 'Laxton's Gage' (UK)
- 'Laxton's Supreme' (UK)
- 'Ontario' (Canadà)
- 'Reine Claude de Bavay' (Bèlgica)
- 'Transparent Gage' (França)
- 'Washington' (USA)